# Tsugumi Sakurai
Tsugumi Sakurai (櫻井つぐみ (Tsugumi Sakurai?); 3 settembre 2001) è una lottatrice giapponese, campionessa iridata ai mondiali di Oslo 2021 nel torneo dei -55 kg.

## Palmarès
| Anno | Manifestazione              | Sede       | Evento | Risultato | Note |
| ---- | --------------------------- | ---------- | ------ | --------- | ---- |
| 2016 | Mondiali cadetti            | Tbilisi    | 40 kg  | Oro       |      |
| 2017 | Campionati asiatici cadetti | Bangkok    | 46 kg  | Oro       |      |
| 2019 | Campionati asiatici junior  | Chon Buri  | 55 kg  | Oro       |      |
| 2021 | Mondiali                    | Oslo       | 55 kg  | Oro       |      |
| 2022 | Campionati asiatici         | Ulan Bator | 57 kg  | Oro       |      |